# Самюел дьо Шамплен
Самюел дьо Шамплен (на френски: Samuel de Champlain) е френски мореплавател, пътешественик-изследовател, етнограф, картограф, колонизатор на Канада.

## Ранни години (около 1567 – 1603)
Роден е около 1567 година в приморския град Бруаж, на брега на Бискайския залив, Франция. По време на Религиозните войни във Франция се сражава на страната на хугенотите под знамената на Анри Наварски (Анри IV). През 1598 преминава на служба в Испания, посещава Централна Америка и пръв предлага идеята за построяване на плавателен канал на Панамския провлак. След завръщането си във Франция през 1601 е назначен за кралски географ и в това си качество през 1603 е изпратен като водач на експедиция в Канада. От 1603 и до смъртта си през 1635 големите открития на изток и в центъра на северноамериканския континент, хода на завоюването и колонизирането на Канада са тясно свързани с неговото име, който от агент на монополна търговска компания за ценни кожи става генерал-губернатор на Нова Франция.

## Експедиционна и колонизаторска дейност (1603 – 1616)
През 1603 Шамплен предприема проучвателна експедиция на Нова Франция. На 2 юли влиза в устието на река Сейнт Лорънс и се изкачва по нея и по притока ѝ река Сагеней. Страната му изглежда годна за европейска колонизация и след като се връща във Франция, докладва за това на Анри IV.
През 1604 изследва Акадия (п-ов Нова Скотия), остров Кейп Бретон (10,3 хил. km2) и залива Фънди (45°00′ с. ш. 65°30′ з. д. / 45° с. ш. 65.5° з. д.). Възстановява старото европейско селище Пор Роял (Анаполис), където остава да зимува с 80 души. Поради неправилно хранене голяма част от колонистите заболяват и измират от скорбут.
От 1605 до 1607 изследва източното крайбрежие на Северна Америка: от залива Фънди на югозапад до залива Кейп Код (41°52′ с. ш. 70°17′ з. д. / 41.866667° с. ш. 70.283333° з. д.) включително. В залива Масачузетс (42°00′ с. ш. 70°30′ з. д. / 42° с. ш. 70.5° з. д.) открива два отлични по-малки залива: Бостънски и Плимутски. На юг от Кейп Код през 1606 открива остров Нантакет (41º 17` с.ш.), протока Нантакет (на север от острова) и остров Мартас Вайнярд (41º 24` с.ш., вторично). Основава в Пор Роял независимо френско селище, чиито жители започват да се занимават с градинарство, лов и риболов.
На 3 юли 1608 основава град Квебек, с което полага основите на френската колонизация на днешните източни брегове на Канада. Провежда първото зимуване в него, което преминава изключително благоприятно, поради поддържането на много добри отношения с местните индиански племена. През 1609, ползвайки услугите на индианските племена монтана, алгонкини и хурони, и само с още двама европейци, открива река Ришельо (десен приток на Сейнт Лорънс) и по нея се изкачва до езерото Шамплен (1154 km2, открито от него). На запад от езерото открива планината Адирондак (1628 m), а на изток – Грийн Маунтинс (Зелени планини, 1338 m). Съставя карта и описание на езерото и съседните му райони.
Зимата на 1609 – 1610 прекарва във Франция в търсене на поддръжка за колонията от страна да кралския двор и френските търговци. През 1612 е назначен за комендант на новата френска територия Нова Франция.
През 1615, заедно с Етиен Брюле, се изкачва по река Отава (1120 km, открита вторично от него) до десния ѝ приток река Матава (открита от него) и открива езерото Ниписинг (оттичащо се на изток чрез Матава в Отава и на запад чрез Френч Ривър в залива Джорджиан Бей на езерото Хюрън). Оттам продължава на югоизток и между езерата Хюрън и Онтарио открива езерото Симко. Доказва, че река Сейнт Лорънс изтича от езерото Онтарио. На югоизток от него открива езерото Онайда и изтичащата от него река Осуиго, вливаща се в Онтарио. След схватка с местните индиански племена е сериозно ранен и цялата зима на 1615 – 1616 прекарва в лагера на хуроните и през пролетта се завръща в Квебек.

## Следващи години (1616 – 1635)
През 1627 е назначен за губернатор на Нова Франция, но през следващата година Квебек е блокиран от английски кораби и Шамплен е принуден да капитулира.
Умира на 25 декември 1635 година в Квебек. Остава в историята със своя несекващ дух на изследовател, търговец на кожи, колонизатор и дълбоко религиозен човек. И англоезичните, и франкоезичните канадци го считат за първооткривател на родината им.

## Памет
Неговото име носят:
- град Шамплен (44°58′ с. ш. 73°26′ з. д. / 44.966667° с. ш. 73.433333° з. д.) в североизточната част на щата Ню Йорк, САЩ;
- езеро Шамплен (44°32′ с. ш. 73°20′ з. д. / 44.533333° с. ш. 73.333333° з. д.) на границата между Канада и САЩ;
- мост Шамплен в Монреал и Отава;
- плавателен канал Шамплен в САЩ, щата Ню Йорк, свързващ езерото Шамплен с река Хъдсън.

Освен географски обекти, на името на Самюел дьо Шамплен са кръстени множество паркове, университети, колежи, училища и други в Канада и САЩ.